# Rendezvous (Raumfahrt)

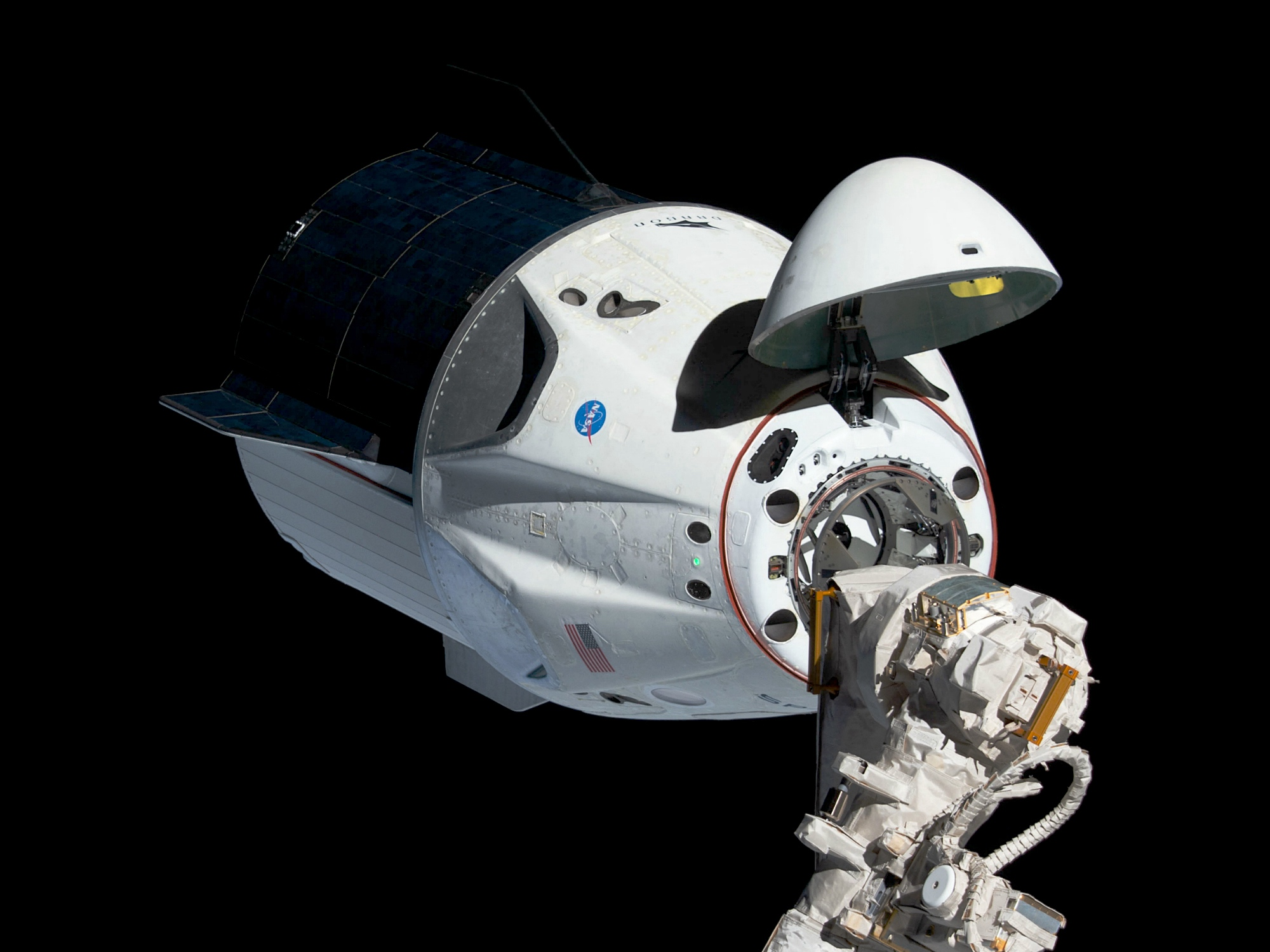
Crew Dragon nähert sich der ISS

Ein Rendezvous ist die gezielte Annäherung zweier Flugkörper im Weltall. Meist bezieht sich der Ausdruck auf die Annäherung zweier Raumschiffe oder eines Raumschiffs an eine Raumstation. Das Manöver wird durch zwei Kräfte bestimmt: zum einen durch die Anziehungskraft des Planeten (oder Mondes), um den die beiden Schiffe kreisen, zum anderen durch die Fliehkraft der beiden Schiffe, die durch ihre jeweilige Geschwindigkeit bestimmt wird und der Erdanziehungskraft genau entgegengesetzt ist. Nur eines der beiden Raumfahrzeuge wird aktiv gesteuert und bewegt sich im selben Orbit von hinten durch geeignete Bahnmanöver auf das andere, passive Raumfahrzeug zu.
Dabei gilt es zu beachten, dass zum Aufschließen von hinten in einem kreisförmigen Orbit ein Beschleunigen des verfolgenden Raumschiffes dazu führt, dass es sich in eine höhere und wegen der längeren Kreisbogenstrecke damit längere Umlaufbahn  bewegt, als das vorausfliegende. Das verfolgende Raumschiff wird zwar schneller, driftet aber durch die größere Zentripetalkraft unweigerlich in einen höheren Orbit ab, dessen Umlaufzeit länger dauern würde als der Orbit des verfolgten Raumschiffs. Dadurch würde das verfolgte Schiff noch mehr Vorsprung gewinnen, als es ohnehin hat. Soll also ein vorausfliegendes Raumfahrzeug eingeholt werden, muss die Geschwindigkeit des verfolgenden Schiffes im gleichen Orbit verringert werden. Das geschieht durch Einschalten des Haupttriebwerks entgegen der Flugrichtung für eine exakt berechneten Zeitraum. Dazu muss das Raumschiff mit Lagedüsen zuvor um 180 Grad gedreht werden, damit das Haupttriebwerk in die entgegengesetzte Richtung zeigt. Durch das Zünden des Triebwerks verliert das verfolgende Raumschiff an Geschwindigkeit und sinkt im Verlauf der nächsten halben Bahnperiode näher zur Erde und kommt auf dem neuen, niedrigeren Orbit mit geringerer eigener Geschwindigkeit, dafür aufgrund der kürzeren Umlaufzeit im Vergleich zum verfolgten Raumschiff aber schneller voran. Man spricht auch von höherer Winkelgeschwindigkeit, die sich auf den umkreisten Planeten oder Mond bezieht. Im richtigen Augenblick muss dann wieder mit dem Haupttriebwerk beschleunigt werden, damit das verfolgende Raumschiff wieder in den gleichen, höheren Orbit wie das verfolgte Raumschiff kommt, aber diesmal örtlich unmittelbar dahinter. Das eigentliche Treffen und Andocken der beiden Raumfahrzeuge wird in der Schlussphase durch fein dosiertes Einschalten der rings um das Raumschiff montierten, in mehrere Richtungen wirkenden Lagedüsen manuell herbeigeführt und nicht durch das Haupttriebwerk, das nur grobe Änderungen der Fluggeschwindigkeit ermöglicht.
Das Ziel eines Rendezvous ist oft ein Ankoppeln (Docken). Dabei müssen beide Raumfahrzeuge mit kompatiblen Docking-Mechanismen ausgestattet sein. Zum Transfer von Raumfahrern oder Material müssen die Raumfahrzeuge entsprechende Luken haben. Meist erfolgt der Austausch über Schleusen, nur in seltenen Fällen im freien Weltraum.

## Geschichtlicher Überblick über Rendezvous und Dockings
- 12. August 1962: Wostok 3 und Wostok 4 nähern sich einander auf 6,5 km. Dies beruht auf präzisen Berechnungen schon beim Start und nicht auf einer Steuerung (Manövrierung) der Raumschiffe.
- 16. Juni 1963: Wostok 5 und Wostok 6 wiederholen dieses Manöver und nähern sich auf 5 Kilometer.
- 15. Dezember 1965: Erstes gesteuertes Rendezvous bemannter Raumschiffe durch Gemini 6 und Gemini 7. Der Abstand beträgt zeitweise nur 30 cm.[3]
- 16. März 1966: erste Kopplung in der bemannten Raumfahrt: Gemini 8 dockt an einen unbemannten Zielsatelliten.
- 19. Juli 1966: Gemini 10 dockt an einen unbemannten Zielsatelliten und benutzt dessen Triebwerk, um in eine andere Umlaufbahn zu kommen, wo ein Rendezvous mit einem weiteren Satelliten stattfindet.
- 30. Oktober 1967: erste Kopplung zweier unbemannter Sojus-Raumschiffe unter den Bezeichnungen Kosmos 186 und 188.
- 26. Oktober 1968: Rendezvous von Sojus 3 mit unbemannter Sojus 2, aber Kopplung misslingt.
- 16. Januar 1969: Kopplung von Sojus 4 und Sojus 5. Zwei Kosmonauten steigen aus ihrem Raumschiff aus und in das andere ein. Das ist der erste Transfer von Raumfahrern zwischen Raumschiffen.
- 3. März 1969: Apollo 9 vollzieht erstes Docking eines Apollo-Raumschiffs mit der Mondlandefähre. Zwei Tage später erstes Umsteigen von Raumfahrern von einem Raumschiff in ein anderes durch einen Tunnel.
- 23. Mai 1969: erstes Rendezvous und Docking in der Mondumlaufbahn durch Apollo 10: Die Landefähre Snoopy trifft sich mit dem Mutterschiff Charlie Brown; weitere solche Manöver (Mondumlaufbahn-Rendezvous) bei den weiteren Missionen.
- 13. Oktober 1969: erstes Rendezvous von drei Raumschiffen durch Sojus 6, Sojus 7 und Sojus 8. Geplantes Docking misslingt.
- 23. April 1971: Sojus 10 dockt an die Raumstation Saljut 1, kein Umsteigen der Kosmonauten.
- 6. Juni 1971: Sojus 11 dockt an die Raumstation Saljut 1, erstes Umsteigen in eine Raumstation.
- 26. Mai 1973: erstes Docking eines Apollo-Raumschiffs an die amerikanische Raumstation Skylab
- 17. Juli 1975: erstes internationales Docking zweier Raumschiffe im Rahmen des Apollo-Sojus-Test-Projekts
- 22. Januar 1978: erster unbemannter Transporter Progress 1 dockt an die Raumstation Saljut 6
- 11. April 1987: Nach mehrtägigen Versuchen gelingt es, das Modul Kwant 1 an die Raumstation Mir anzudocken. Damit wird zum ersten Mal eine Raumstation in der Erdumlaufbahn erweitert.
- 26. Februar 1995: Das amerikanische Space Shuttle Discovery führt ein Rendezvous mit der russischen Raumstation Mir durch und umkreist sie zur Inspektion. Ein Docking wird nicht durchgeführt.
- 29. Juni 1995: das amerikanische Space Shuttle Atlantis dockt an die russische Raumstation Mir (Shuttle-Mir-Programm).
- Nach 1995: Die Andockmanöver an die Mir und später an die ISS wurden perfektioniert und fanden alle paar Monate statt, vor allem zum Wechsel der Besatzung.
- Ab Juli 2005 wurde vom US-amerikanischen Space Shuttle das Rendezvous Pitch Maneuver (RPM) zur Überprüfung des Hitzeschildes auf eventuelle Schäden praktiziert.
- Am 3. April 2008 dockt zum ersten Mal ein europäischer Transporter vollautomatisch an der ISS an.[4]
- Am 2. November 2011 gelingt die erste Kopplung der chinesischen Raumfahrt zwischen dem unbemannten Raumschiff Shenzhou 8 und der Raumstation Tiangong 1.[5]